# VIDEO GLAY 4
『VIDEO GLAY 4』は、GLAYが2000年4月5日にリリースした4作目のビデオ・クリップス。DVDのみ、オリジナル映像として、「SOUL LOVE」にはメンバーそれぞれのサブアングルを収録している。

## 収録曲
1. 誘惑
2. SOUL LOVE
3. BE WITH YOU
4. Winter,again (directed by Yutaka Onaga)
5. ここではない、どこかへ
6. HAPPINESS -WINTER MIX-
7. HEAVY GAUGE
8. Winter,again (directed by Hiroyuki Nakano)